# 妙円寺 (京都市)
妙円寺（みょうえんじ）は、京都市左京区松ヶ崎にある日蓮宗の寺院。山号は松崎山。本尊は久遠実成本師釈迦牟尼仏と大黒天。都七福神のひとつである松ヶ崎大黒天の名で知られる。旧本山は、京都立本寺。背後にある松ヶ崎東山では五山送り火の際に松ケ崎妙法のうち「法」の字が焚かれる。

## 歴史
妙円寺は、元和2年（1616年）に根本の檀林といわれた本涌寺（松ヶ崎檀林、現・涌泉寺）内に、能化であった本覚院日英上人が隠居所として建立したのに始まる。その際、法華経の守護神として最澄作とされる大黒天も祀った。その後、本涌寺から独立している。そもそも当地は日像上人によって法華経がひろめられ、徳治元年（1306年）に松ヶ崎全村が日蓮宗に改宗したという強い法華信仰があった場所である。
1969年（昭和44年）に本堂や大黒堂が失火で焼失したが、後に再建されている。
都七福神の大黒天を祀る寺として知られているが、当寺の裏山である松ヶ崎東山では、五山送り火の際に松ケ崎妙法のうち「法」の字が焚かれることでも知られている。

## 境内
- 本堂
- 大黒堂 - 最澄作とされる大黒天が祀られている。1969年（昭和44年）に大黒堂が焼失した際、大黒天は無事であった。そのため、この像は「火中出現の大黒天」と呼ばれている。
- 日蓮聖人像
- 庫裏
- 客殿
- 絵馬堂
- 大黒殿
- 釈迦堂
- 白雲稲荷神社 - 鎮守社。

## 前後の札所
都七福神 (大黒天)
京都七福神（大黒天）
通称寺の会（松ヶ崎大黒天）

## 所在地
- 京都府京都市左京区松ヶ崎東町31

## 交通アクセス
- 京都市営地下鉄烏丸線松ヶ崎駅から徒歩20分。
- 叡山電鉄叡山本線修学院駅から徒歩10分。